# Lagorce (Ardèche)
Lagorce é uma comuna francesa na região administrativa de Auvérnia-Ródano-Alpes, no departamento de Ardèche. Estende-se por uma área de 69,49 km². Em 2010 a comuna tinha 1 185 habitantes (densidade: 17,1 hab./km²).